# Avenida Paseo Cabriales
La Avenida Paseo Cabriales es una arteria vial conecta gran parte de la ciudad de Valencia en el estado Carabobo, Venezuela.
Figura como una de las principales obras viales de la historia democrática. Fue planificada y ejecutada en sus primeras fases por la administración del Presidente Jaime Lusinchi y el Gobernador Oscar Celli Gerbasi
La vigencia de esta importante obra resalta a través del tiempo, debido a la magnitud dinámica de 8 canales de fluido vehicular rápido en diversos sentidos. Parte de su recorrido forma un par vial en ambas riberas del río Cabriales en sentido sur a norte en el lado este y de norte a sur en el lado oeste.

## Avenida Paseo Cabriales Norte
De norte a sur comienza su recorrido en ambos sentidos de circulación por la ribera oeste del río Cabriales, desde la Avenida Hispanidad, justo en el Club Hogar Hispano, dando acceso al Colegio María Montessori, al Centro Comercial y Profesional Avenida Bolívar, el antiguo sector Majay y la sucursal del Abasto Bicentenario (antes supermercados Éxito), conecta con el Puente Galicia (club Hermandad Gallega y Forum de Valencia) y se ve interrumpido brevemente su recorrido por la Avenida San José de Tarbes ya que no cuenta con un puente elevado sobre la misma. El flujo vehicular de la Avenida San José de Tarbes es mucho mayor y por tanto tiene preferencia de paso para conectar con la Urbanización El Trigal.
El recorrido de la obra incluye la sección oeste del Parque Negra Hipólita, cara principal elevada del Palacio Iturriza así como conexiones viales con el Parque Metropolitano y Parque Don Rómulo Betancourt. Al llegar al cruce con la Calle Navas Espínola, cerca de la Comandancia General de la Policía Estatal de Carabobo, comienza su trayecto en ambas riberas del río Cabriales. Una de las principales secciones del paseo cabriales incluye la conexión con la avenida Cedeño de Valencia.  
Desde su apertura en 1986 han transitado por esta avenida millones de vehículos,  facilitando además en gran medida el acceso a la sede de la Región Central del SENIAT, la Casa del Artista Plástico de Carabobo sede del orfeón de Carabobo, Comandancia de la Policía de Carabobo “Navas Spinola”, Museo de la Cultura Braulio Salazar, Parque del Periodista, Parque Metropolitano, Protección Civil Carabobo, Parque Don Rómulo Betancourt, Puente Morrillo, Clínica privada Guerra Méndez, Clínica privada Lomas del Este y sede del CICPC Las Acacias.

## Avenida Paseo Cabriales Sur
Comienza en la Avenida Sesquicentenario, bordeando siempre la sinuosidad de las riberas del río Cabriales y une a la Urbanización Parque Valencia con la urbanización Santa Inés y beneficia a más de 100 000 habitantes de la Parroquia Rafael Urdaneta y la Parroquia Miguel Peña.